# Liste der geschützten Ensembles in Andrian
Die Liste der geschützten Ensembles in Andrian zeigt die vier in der Südtiroler Gemeinde Andrian geschützten Ensembles mit deren Einzelobjekten. Die Unterschutzstellung erfolgte am 13. September 2007.

## Liste
| Bild           | Ensemble                           | Name                     | Lage                                                | Sonstiges                                                                                             |
| -------------- | ---------------------------------- | ------------------------ | --------------------------------------------------- | --- |
|                | 1 Ortskern Andrian                 |                          |                                                     | |
| weitere Bilder |                                    | Pfarrkirche St. Valentin | (46.519609, 11.232349)                              | Eintrag im Monumentbrowser auf der Website des Südtiroler Landesdenkmalamts                           |
|                |                                    | Kellerei                 |                                                     | Tarneller 2759                                                                                        |
| weitere Bilder |                                    | Schwarzer Adler          | St.-Urban-Platz 4 (46.51847, 11.233242)             | Eintrag im Monumentbrowser auf der Website des Südtiroler Landesdenkmalamts                           |
| weitere Bilder |                                    | Sternbauer               | Johann-Nepomuk-David-Weg 3–5 (46.519162, 11.232163) | Eintrag im Monumentbrowser auf der Website des Südtiroler Landesdenkmalamts Tarneller 2762            |
|                |                                    | Kuppelwieser             | (46.519110, 11.233815)                              | |
|                |                                    | Stamser Hof              | (46.518779, 11.234019)                              | Tarneller 2758                                                                                        |
|                |                                    | Törggelehof              | (46.518309, 11.234143)                              | |
|                | 2 Servitenhof – Kreiterhof – Koch  |                          |                                                     | |
| weitere Bilder |                                    | Servitenhof              | Servitenweg 5–5/A (46.516538, 11.231034)            | Staudacher Eintrag im Monumentbrowser auf der Website des Südtiroler Landesdenkmalamts Tarneller 2765 |
|                |                                    | Kreiterhof               | Wolfsthurnstraße 4                                  | Tarneller 2766                                                                                        |
|                |                                    | Koch                     | (46.520609, 11.236752)                              | |
|                | 3 Oberdorf                         |                          |                                                     | |
|                |                                    | Wieser                   | (46.513015, 11.231691)                              | Tarneller 2775                                                                                        |
|                |                                    | Tschaufer                |                                                     | Tarneller 2772                                                                                        |
| weitere Bilder |                                    | Wolfsturn                | (46.513625, 11.230561)                              | Eintrag im Monumentbrowser auf der Website des Südtiroler Landesdenkmalamts Tarneller 2773            |
|                |                                    | Hofer                    |                                                     | Tarneller 2776                                                                                        |
|                |                                    | Kilian                   | (46.513375, 11.230766)                              | Tarneller 2777                                                                                        |
|                |                                    | Rungger                  | (46.513459, 11.229595)                              | |
|                |                                    | Mauslocher               | (46.514301, 11.228713)                              | Tarneller 2783                                                                                        |
|                |                                    | Burger                   | (46.514110, 11.229900)                              | Tarneller 2771                                                                                        |
|                |                                    | Gasser                   | (46.514501, 11.229397)                              | Tarneller 2770                                                                                        |
|                | 4 Schloss Wolfsthurn – Gaider Bach |                          |                                                     | |
| weitere Bilder |                                    | Schloss Wolfsthurn       | (46.516202, 11.223274)                              | Eintrag im Monumentbrowser auf der Website des Südtiroler Landesdenkmalamts Tarneller 2785            |
|                |                                    | Gaider Bach              |                                                     | |

- Karte mit allen Koordinaten:
- OSM |
- WikiMap